# Amanti & tradimenti
Amanti & tradimenti (Voyez comme on danse) è un film del 2018 diretto da Michel Blanc. 
Si tratta di una sceneggiatura originale di Michel Blanc, in cui inventa, quindici anni dopo, un futuro per i personaggi di Baciate chi vi pare (Embrassez qui vous voudrez), adattamento del romanzo di Joseph Connolly Summer Things (1998).

## Trama
Eva, una studentessa liceale di diciassette anni, nasconde ad Alex di essere rimasta incinta di lui. La madre di Eva si domanda come potrà sostenere economicamente sua nipote. Elizabeth non sa dove sia finito suo marito, mentre casa sua viene messa sottosopra da una perquisizione. Serena, l'amante di Julien, si convince che egli le stia mentendo. L'unico elemento stabile dello scenario risulta essere Loïc, il primogenito di Véro.

### Produzione
Le riprese si sono svolte a Parigi, in particolare alla stazione di Parigi Montparnasse e a Cabourg nel Calvados. La penultima scena, invece, è stata girata in rue Dupont-de-l'Eure, nel 20º arrondissement di Parigi.